# Domenico di Michelino

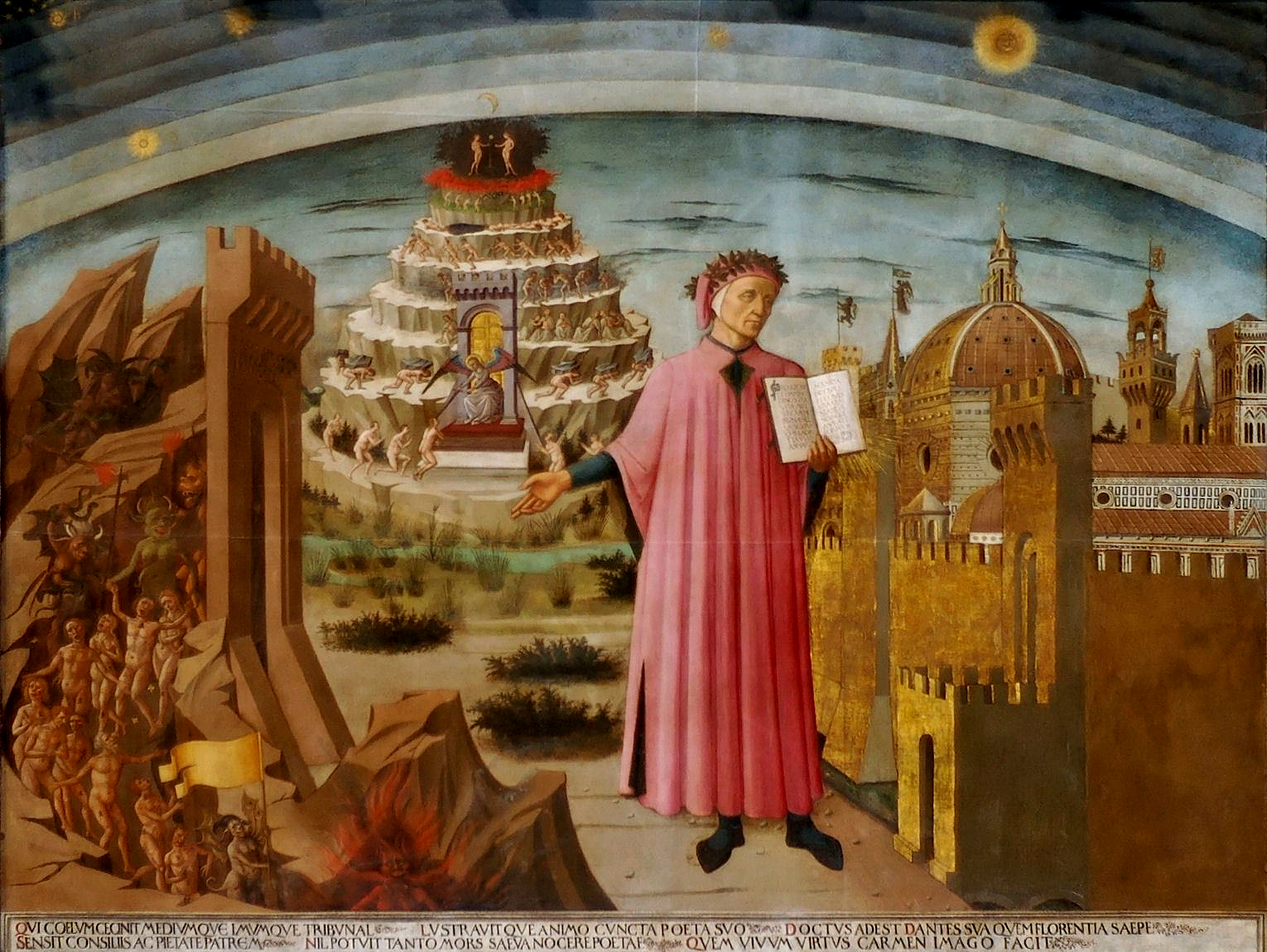
Domenico di Michelino und Alesso Baldovinetti, Epitaph für Dante Alighieri, Tempera auf Leinwand, 1465, 232×292 cm, Santa Maria del Fiore, Florenz.

Domenico di Michelino, eigentlich Domenico di Francesco (* 1417 in Florenz; † 18. April 1491 ebenda), war ein in Florenz tätiger Maler. Bekannt ist vor allem sein 1465 im Auftrag der Dom-Bauhütte gemaltes Epitaph für den Dichter Dante Alighieri im Florentiner Dom.

## Leben und Werk
Domenico erhielt seine Ausbildung bei einem Truhenmaler ("forzierinaio") namens Michelino di Benedetto, nach dem er auch gewöhnlich benannt wird. 1442 wurde er in die Compagnia di San Luca, eine Künstler-Bruderschaft, gewählt. 1444 immatrikulierte er sich in der Zunft der Ärzte und Apotheker (Arte dei Medici e degli Speziali) ein, die in Florenz auch für die Maler zuständig war.
Michelino malte vorwiegend sakrale Bilder. Am 30. Januar 1465 beauftragte ihn die Opera del Duomo (Dombauhütte) damit, nach eine Vorlage des Malers Alesso Baldovinetti ein Epitaph zu malen, das den Dichter Dante Alighieri zeigt ("una figura in forma e ghuisa del poeta Dante, la quale debbe fare dipinta et colorire di buoni colori a oro mescolati colo ornamenti, come apare per modello dato per Alexo Baldovinetti"). Das auf Leinwand gemalte Bild zeigt den Dichter, der seine Göttliche Komöde präsentiert, rechts von ihm die Stadt Florenz, links den Eingang zur Hölle und im Hintergrund den Berg des Fegefeuers (Purgatorium), der vom irdischen Paradies mit Adam und Eva gekrönt wird. Darüber erheben sich die verschiedenen Sphären des Himmels, deren Durchquerung Dante in der Göttlichen Komödie beschreibt.